# Delias melusina
Delias melusina är en fjärilsart som beskrevs av Otto Staudinger 1890. Delias melusina ingår i släktet Delias och familjen vitfjärilar. Inga underarter finns listade i Catalogue of Life.

## Bildgalleri

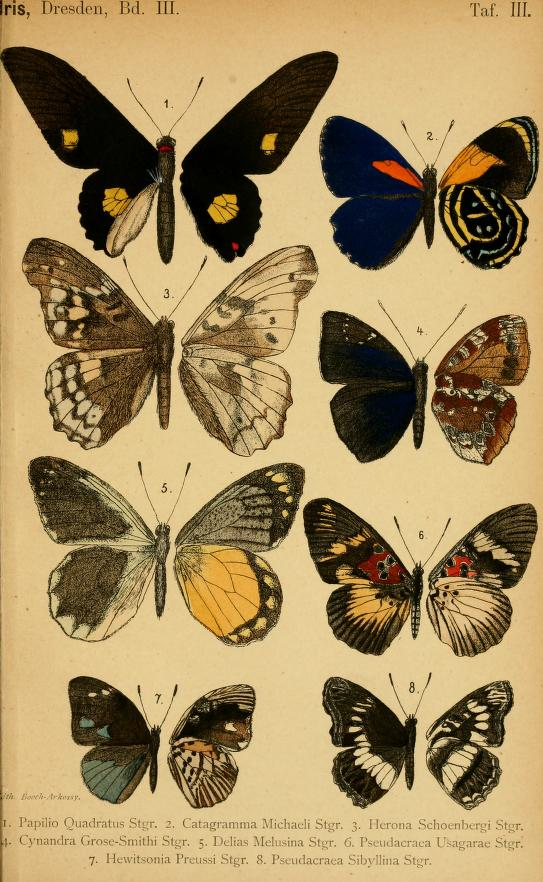
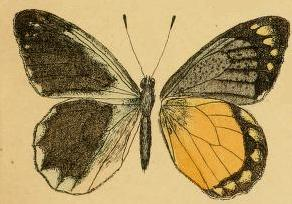